# Fluctuation primordiale de densité
En cosmologie, les fluctuations primordiales de densité sont les variations de densité qui furent présentes au commencement de l'histoire de l'univers à l'époque du Big Bang, et qui sont à l'origine de la structure de l'univers actuel. Dans le modèle de l'inflation cosmique, ces variations trouvent leur origine dans les fluctuations quantiques présentes durant l'ère de Planck. Elles ont grandi et sont devenues des fluctuations classiques par la suite en accompagnant l'expansion rapide qu'a connue l'univers à ce stade. Il est généralement admis que l'univers observable était en équilibre thermodynamique avant cette expansion et que sans ces fluctuations l'univers aurait été parfaitement homogène, et que les galaxies et les amas de galaxies ne se seraient pas formés.
Les observations du fond diffus cosmologique et du décalage vers le rouge sont utilisées pour mesurer la distribution passée et présente de la matière et du rayonnement. Grâce à ces observations, des caractéristiques importantes de ces fluctuations primordiales ont pu être mesurées et se sont trouvées en accord remarquable avec les prédictions faites par l'inflation cosmique. Par ailleurs ces mesures ont pu également permettre de déduire des contraintes fortes sur les paramètres cosmologiques fondamentaux.

## Formalisme
Les fluctuations primordiales sont typiquement quantifiées par un spectre de l'intensité des variations en fonction des échelles spatiales. Au sein de ce formalisme, la densité de masse fractionnaire est définie par:
{\displaystyle \delta ({\vec {x}})\equiv {\frac {\rho ({\vec {x}})}{\bar {\rho }}}-1=\sum _{k}\delta _{k}e^{i{\vec {k}}\cdot {\vec {x}}}}
où {\displaystyle {\bar {\rho }}} est la densité de masse moyenne. Plusieurs modèles inflationnistes prédisent un comportement des fluctuations comme une fonction puissance de type {\displaystyle P_{s}(k)\propto k^{n}}
où {\displaystyle k} est le nombre d'onde des fluctuations en Mpc−1 et pour lequel
{\displaystyle P(k)\equiv |\delta _{k}|^{2}}.
Pour des fluctuations scalaires, {\displaystyle n+1} est appelé index scalaire. Le modèle où {\displaystyle n=0} correspond à l'invariant d'échelle des fluctuations.

## Fluctuations adiabatique/isocourbure
Les fluctuations adiabatiques sont des variations de densité pour la matière ou l'énergie dans lesquelles les surdensités et les sous-densités fractionnaires sont égales. Par exemple, une surdensité adiabatique de photons de facteur deux correspondrait à une surdensité d'électrons de facteur deux également. 
Dans des fluctuations en mode isocourbure, une densité de variations de l'un des composants ne correspond pas à une densité équivalente pour un autre composant.
Alors que l'on suppose généralement que les fluctuations primordiales furent adiabatiques, on peut penser que les données actuelles plaident en faveur d'une variation de densité en mode isocourbure. Bien qu'on ne puisse pas tirer de conclusion sur l'ensemble des contraintes, les modes isocourbure non-correlée de la matière noire froide sont improbables.

## Modes de tenseurs
Le modèle inflationniste prédit la présence de fluctuations primordiales d'un tenseur, se manifestant par des ondes gravitationnelles. De manière similaire aux fluctuations scalaires, on pense que celles-ci suivent une loi de puissance et sont paramétrisées par un index de tenseur et le ratio du tenseur par rapport à la puissance scalaire.